# Tetrastemma bacescui
Tetrastemma bacescui är en djurart som tillhör fylumet slemmaskar, och som beskrevs av Müller 1962. Tetrastemma bacescui ingår i släktet Tetrastemma och familjen Tetrastemmatidae. Inga underarter finns listade i Catalogue of Life.